# Alvaradoia disjecta
Alvaradoia disjecta ist ein Schmetterling (Nachtfalter) aus der Familie der Eulenfalter (Noctuidae).

## Merkmale

### Falter
Die Flügelspannweite der Falter beträgt 20 bis 28 Millimeter. Die Grundfarbe der Vorderflügel zeigt hellbraune bis kastanienbraune Tönungen. Innere und äußere Querlinie sowie Wellen- und Saumlinie sind weiß und heben sich deutlich vom Untergrund ab. Ring- und Nierenmakel sind schwarzbraun und weiß umrandet. Die Fransen auf den Vorderflügeln sind abwechselnd braun und weiß gescheckt. Die zeichnungslosen Hinterflügel sind graubraun. Das Abdomen ist sehr schmal.

### Raupe
Erwachsene Raupen sind gelbgrün gefärbt. Sie haben eine weiße Rückenlinie, unterbrochene weiße Nebenrückenlinien und Seitenstreifen sowie zahlreiche weiße Flecke, die über die gesamte Körperlänge verteilt sind.

### Ähnliche Arten
Die sehr ähnlichen Arten
- Alvaradoia numerica (Boisduval, 1840), Flügelspannweite 23 bis 30 Millimeter, auf Korsika und Sardinien
- Alvaradoia deserti (Oberthür, 1918), Flügelspannweite 25 bis 30 Millimeter, in Nordwestafrika
- Alvaradoia ornatula (Christoph, 1887), Flügelspannweite 18 bis 22 Millimeter, im Westen Turkmenistans

können aufgrund ihres unterschiedlichen geographischen Vorkommens nicht verwechselt werden.

## Geographische Verbreitung und Lebensraum
Alvaradoia disjecta kommt im Osten Spaniens und im Südosten Frankreichs vor und besiedelt warme, trockene Stellen, an denen die Nahrungspflanze der Raupe wächst.

## Lebensweise
Hauptflugzeit der überwiegend nachtaktiven Falter sind die Monate Juni und Juli. Ob Exemplare die Ende August oder Anfang September gefunden wurden einer zweiten Generation angehören, bedarf noch der Klärung. Nachts besuchen sie gerne künstliche Lichtquellen. Die Raupen ernähren sich von den Blättern von Grauem Heiligenkraut (Santolina chamaecyparissus).

## Taxonomie
Die durch Boisduval erfolgte Erstbeschreibung von A. numerica im Jahre 1840 bezog sich auf ein Exemplar aus Korsika und der Artname wurde zeitweise fälschlicherweise auch für Falter des spanischen Festlandes verwendet. Weitere Verwirrung innerhalb der Gattung entstand, da von einzelnen Autoren verschiedene Formen, geographische Rassen, Synonyme oder Unterarten benannt wurden. Erst Zilli, Iuli und Fibiger ordneten die Gattung 2009 in die getrennten allopatrischen Arten Alvaradoia disjecta, Alvaradoia numerica, Alvaradoia deserti und Alvaradoia ornatula.